# Caporegime
Caporegime, skraćeno capo, je naziv u mafiji za visokopozicioniranoga mafijaša koji je na čelu skupine vojnika i ima veći društveni status i utjecaj u organizaciji. Caporegime je talijanska riječ, koja je obično označavala čovjeka koji je bio na čelu obitelji na Siciliji, no danas označava položaj ili čin, slično kao satnik u vojsci. Općenito, riječ označava osobu koja je na čelu sindikata organiziranog kriminala i koji zapovijeda skupinom vojnika, a odgovora izravno donu (šef organizacije).

## Pozadina
Mafija, posebice talijansko-američka mafija, je organizacija koja se dijeli na zasebne skupine kojima je na čelu capo. Ljudi u skupini prikupljaju novac i obavljaju posao za capa, koji dijeli zaradu s ljudima koji su iznad njega, kao što je capo bastone i don. Capova zarada koja odlazi donu (šefu organizacije) rabi se za zaštitu capove skupine, pomoć ili za pomaganje određenih interesa skupine. Prosječan i točan iznos zarae capa vrlo je teško odrediti. Zarada uvijek ovisi o uspješnosti nekog posla i veličini skupine.
Svaka skupina djeluje nezavisno jedna o drugoj, a član neke skupine radi poslove samo u svojoj skupine, tako i svaka skupina zarađuje novac zasebno. Ispitivanje o tome koliko obitelj ima skupina ili ljudi u mafiji nije primjereno, jer mafija za čovjeka koji to pita misli da je mogući obavještajac.
Nekada se skupine mogu specijalizirati za neke poslove, kao što je kockanje, dok druge skupine mogu raditi legalnije poslove, kao što je gradnja.
Broj caporegima i skupina ovisi o veličini mafije. Primjera radi, obitelj Gambino imala je preko 30 caporegima.

## Operacija
U mafiji, kada don donese odluku, daje instrukcije prema nižoj strukturi. Hijerarhijski sustav mafije izgrađen je tako da štiti ljude na visokom položaju ako dođe do uhićenja pripadnika na nižem položaju. Caporegime djeluje kao posrednik između dona i vojnika. Radi lakšeg pojašnjenja, caporegime sa svojom manjom obitelji djeluje u sastavu veće.
Svaki capo je na čelu neke male bande i određenog broja suradnika koji u brojnosti mogu varirati. Skupine u obitelji ne moraju biti iste veličine, primjer je capo obitelji Bonanno Joe Notaro, čiji su se pripadnici skupine proširili po cijelom New Yorku, a djelovali su čak i u New Jerseyu.
Moć caporegima varira. Neki su rođaci ili bliski prijatelji donu, što im daje velik utjecaj u organizaciji. Capo s vrlo uspješnom skupinom koja donosi mnogo zarade uvijek uživa veliko poštovanje.
Primjera radi, vojnik obitelji Gambino, Roy DeMeo bio je uvelike poštovan i uvažavan u organizaciji i među svojim suradnicima zbog njegove sposobnosti da zaradi novac. Don obitelji Gambino, John Gotti, također je bio poštovan i toleriran zbog zarade koju je njegova skupina doprinijela obitelji. Unatoč krvoprolićima i pogreškama koje su počinili, uspješno su izbjegli naručena ubojstva od nadređenih, pa su zbog toga bili i poštovani.
S druge strane, capo Joe Sferra obitelji DeCavalcante unazađen je u vojnika zbog brojnosti krvoprolića koja je počinio u lipnju 1965. Godine 1984., još veće unazađivanje dobio je Salvatore "Salvie" Testa, nekad napredni capo obitelji Scarfo family. Ubio ga je Nicky Scarfo zbog sumnji oko odanosti koje su se pojavile.
Caporegime također ima i određena područja koja štiti i koja reketari. Pripadnici capove skupine mogu imati vlastitu tvrtku ili posao uz kojeg rade svoja kriminalna djela, također i capo može imati tvrtku ili posao da bi plaćao porez i kako bi imao objašnjenje za zaradu.